# Pougny, Ain

Pougny este o comună în departamentul Ain din estul Franței.